# Малюта Роман Володимирович
Рома́н Володи́мирович Малю́та (14 лютого 1969 — 5 січня 2015) — старшина батальйону ім. Кульчицького, учасник російсько-української війни.

## Життєвий шлях
Виростав при бабусі, котра забрала його з дитячого будинку. Працював у школі, викладав військову підготовку та цивільну оборону. Бабуся померла, лишився сам.
З січня 2014-го перебував на Майдані, звідки зголосився добровольцем.
Служив спочатку у батальйоні «Донбас», потім — інструктор-командир відділення, кулеметник 1-го відділення 2-го взводу 3-ї роти, батальйон імені Кульчицького, Північне ОТО НГУ, псевдо «Джин».
Протягом 19 серпня — 6 жовтня брав участь у боях за Вуглегірськ. Січнем 2015-го відряджений на схід України — для забезпечення ротації підрозділів резервного батальйону ім. Героя України генерал-майора С. Кульчицького.
5 січня перебував у мікроавтобусі «Богдан», котрий при перевезенні взводу резервістів потрапив у ДТП поблизу Артемівська. З «Богданом» зіштовхнувся військовий «КрАЗ». Сергій Бабічев був досвідченим водієм, за свідченнями тих, хто вижив, до останнього намагався зробити все можливе для того, щоб уникнути зіткнення та врятувати побратимів. Тоді загинуло 12 військовиків, серед них Віктор Бурка, Ігор Каплуненко, Юрій Лінивенко, Володимир Матківський, Максим Щіпов, Герасимюк Тарас, ще 21 зазнав травм, 17 січня від травм помер Ігор Дідач.
Похований у селі Долинське 8 січня 2015-го з військовими почестями.

## Нагороди та вшанування
- Указом Президента України № 365/2015 від 27 червня 2015 року, «за особисту мужність і високий професіоналізм, виявлені у захисті державного суверенітету та територіальної цілісності України, вірність військовій присязі», нагороджений орденом «За мужність» III ступеня (посмертно)[1].
- Вшановується в меморіальному комплексі «Зала пам'яті», в щоденному ранковому церемоніалі 5 січня[2][3].